# Thomas Paradiso
Thomas Paradiso –conocido como Tom Paradiso– (Abington, 7 de diciembre de 1979) es un deportista estadounidense que compitió en remo. Ganó cuatro medallas en el Campeonato Mundial de Remo entre los años 2001 y 2008.

## Palmarés internacional
| Campeonato Mundial | Campeonato Mundial   | Campeonato Mundial | Campeonato Mundial      |
| Año                | Lugar                | Medalla            | Prueba                  |
| ------------------ | -------------------- | ------------------ | ----------------------- |
| 2001               | Lucerna (Suiza)      | Medalla de bronce  | Ocho con timonel ligero |
| 2002               | Sevilla (España)     | Medalla de bronce  | Ocho con timonel ligero |
| 2003               | Milán (Italia)       | Medalla de plata   | Ocho con timonel ligero |
| 2008               | Ottensheim (Austria) | Medalla de oro     | Ocho con timonel ligero |